# Stimmloser velarer Plosiv
Der stimmlose velare Plosiv (ein stimmloser, am hinteren Zungenrücken gebildeter Verschlusslaut) hat in verschiedenen Sprachen folgende lautliche und orthographische Realisierungen:
- Deutsch [k, kʰ]: K, k; ck; bisweilen ch vor r und s
  - Beispiele: Kamm [kʰam], Sack [zak], Christ [kʰʁɪst], Fuchs [fʊks]
- Englisch [k, kʰ]: K, k; ck; q und c vor a, o, u und Konsonant sowie ch in Abhängigkeit von der Wortherkunft (z. B. in chemical [kʰɛmikəl], aber nicht in check [tʃɛk], oder in character [kæɹɛktə], aber nicht in charter [tʃɑ(ɹ)tə]).
- Französisch [⁠k⁠]: Jedes k und qu sowie c vor a, o, u und Konsonant.
  - Beispiele: actuel [aktɥɛl], commune [kɔmyn], queue [kø], coq [kɔk]
- Italienisch [⁠k⁠]: Jedes q und ch sowie c vor a, o, u oder Konsonant.
- Russisch [⁠k⁠]: К (U+041A), к (U+043A)
- Spanisch [⁠k⁠]: Jedes k, jedes qu vor e und i, jedes c vor a, o, u und Konsonant.